# Anne Winters
 (juillet 2019).
Si vous disposez d'ouvrages ou d'articles de référence ou si vous connaissez des sites web de qualité traitant du thème abordé ici, merci de compléter l'article en donnant les références utiles à sa vérifiabilité et en les liant à la section « Notes et références ».
Pour les articles homonymes, voir Winters.
Anne Christine Winters est une actrice américaine née le 3 juin 1994 à Dallas.

## Biographie
Elle est connue pour ses rôles dans les séries télévisées Tyrant, Wicked City et 13 Reasons Why où elle jouait le rôle de Chloé.
Elle a également joué dans les films Sand Castles (en) (2014), Pass the Light (en) (2015), The Bride He Bought Online (en) (2015), Mom and Dad (2017) et Back to School (2018).
En septembre 2020, elle se montre très active sur les réseaux sociaux afin de pouvoir décrocher le premier rôle du film en préparation sur la vie de Madonna.
En 2022, elle rejoint le casting principal de la troisième saison de la série The Orville, dans le rôle de Charly Burke.